# クリーブ・ジョーンズ
クリーブ・ジョーンズ（Cleve Jones、1954年10月11日 - ）は、アメリカのゲイの権利活動家。

## 人物
サンフランシスコで長年ゲイ権利運動にかかわってきた活動家である。カリフォルニアのパームスプリングス在住である。
学生時代には、ハーヴェイ・ミルクのオフィスで学生インターンとして働いた経験もある。
1981年からはAIDSのための運動の最先端に立っている。
1983年にサンフランシスコ・エイズ基金を設立したメンバーの1人でもある。
1985年には85000人を超えるAIDSで亡くなった人々を記録したAIDSメモリアル・キルト運動を推進するプロジェクトを創始している。同プロジェクトは2010年に重さにして54トンにも達し、世界最大のコミュニティ・フォークアート作品になっている。同プロジェクトを記録したロブ・エプスタインとジェフリー・フリードマン監督のドキュメンタリー『Common Threads: Stories from the Quilt』は1990年にアカデミー長編ドキュメンタリー賞を受賞している。
2009年10月に婚姻の権利の平等を求めるワシントン行進を計画している。
また、彼の名言として「IF WE'RE UP TO WORKING TOGETHER—TO PUTTING IN THE WORK—THE MOVEMENT THAT SAVED MY LIFE CAN SAVE AMERICA’S TOO.」「I want the message of When We Rise to be enduring – to be a living, breathing call to action.」などが挙げられる。
著書に『Stitching a Revolution：The Making of an Activist』や『When We Rise：My Life In The Movement』がある。

## 著作
- Jones, Cleve (2016). When We Rise: My Life in the Movement, Hachette Books. ISBN 9780316315432
- Jones, Cleve, with Dawson, Jeff (2000). Stitching a Revolution: The Making of an Activist. ISBN 0062516426
- Shilts, Randy (1982). The Mayor of Castro Street: The Life and Times of Harvey Milk, St. Martin's Press. ISBN 0-312-52330-0

## 影響を受けた人物・作品

### 作品

#### ドラマ
- テレビドラマ『ウェン・ウィー・ライズ（原題） / When We Rise』[15]

#### 映画
- ドキュメンタリー『Common Threads: Stories from the Quilt』